# .tv
El nom de domini .tv és el domini de nivell superior de codi de país d'Internet (ccTLD) per a Tuvalu. Excepte els noms reservats entre els quals hi ha com.tv, net.tv, org.tv i altres, qualsevol pot registrar dominis de segon nivell a .tv. El nom de domini és popular i, per tant, econòmicament valuós, perquè és una abreviatura de la paraula televisió. El 1998, el govern de Tuvalu va intentar capitalitzar el sufix .tv, després signant amb la Unió Internacional de Telecomunicacions, Information. CA, Idealab, Verisign i actualment GoDaddy per ampliar el domini. El 2019, el 8,4% dels ingressos del govern de Tuvalu provenien dels royalties .tv, amb centenars de milers de llocs web registrats sota el domini. Google tracta .tv com un domini genèric de primer nivell (gTLD) perquè "els usuaris i els propietaris de llocs web sovint veuen que [el domini] és més genèric que el que està orientat al país".